# Heiligenbrunn
Heiligenbrunn est une commune autrichienne du district de Güssing dans le Burgenland. La commune entretient un remarquable ensemble de maisons et caves, souvent au toit de chaume, caractéristiques de la viticulture au Burgenland du sud (le Kellerviertel).